# Walterius
Walterius is een geslacht van kevers. De wetenschappelijke naam van het geslacht is voor het eerst geldig gepubliceerd in 2008 door Zaragoza-Caballero.

## Soorten
De volgende soorten zijn bij het geslacht ingedeeld:
- Walterius caballeroae Zaragoza-Caballero, 2008[1]
- Walterius emilioi Zaragoza-Caballero, 2008[1]